# Faluns de Bretagne
Les Faluns de Bretagne constituent des dépôts remarquablement fossilifères datant du Miocène, dont il ne reste plus aujourd'hui que quelques affleurements. Ils correspondent à l'emplacement de la mer des Faluns.

## Origine
Par son origine, la roche est aussi appelée faluns de Saint-Grégoire. Un indice de l'antériorité du bassin rennais, est le nom de Sablons de Saint-Grégoire, donné, d'après Jean-Baptiste Ogée, aux produits extraits au Quiou dans la localité même et tout autour.
Ce calcaire a été utilisé pour la construction d'églises, ainsi que de chapelles, ou encore de tombeaux. On le retrouve également dans les murs de certaines maisons d'habitation.
Si les couches les plus consolidées servaient aux constructions, les couches les plus "tendres" des faluns étaient destinées à la fabrication de chaux ou employées aux fins d'amendement des terres agricoles acides.

## Gisements
Selon les sites concernés, les faluns recouvrent en discordance aussi bien des dépôts cénozoïques plus anciens, comme le contact avec l'Oligocène reconnu à Chartres-de-Bretagne, que des dépôts protérozoïques ou paléozoïques divers, briovériens à ordoviciens. À leur sommet, ils sont généralement altérés et recouverts de sable rouge du Miocène terminal et du Pliocène.
En Bretagne, ces faluns sont connus :
- par des gisements au sud de Dinan : le Calcaire du Quiou (Le Quiou, Tréfumel, Saint-André-des-Eaux, Saint-Juvat) ;
- au sud : Médréac, Plouasne, Landujan ;
- au sud de Dinan : Dingé, Feins, Gahard[5], Guipel, Saint-Sauveur-des-Landes ;
- à Saint-Aubin-d'Aubigné
- près de Rennes, où ils ont été observés et exploités :
  - falun de Saint-Grégoire (Saint-Grégoire),
  - falun de Chartres-de-Bretagne  (Chartres-de-Bretagne, Bruz) ;
- d'autres sont localisés à Saint-Jacques-de-la-Lande, Lohéac, Noyal-sur-Brutz, Coësmes, Erbray, Vertou ;
- d'autres sont localisés à l'est de l'Ille-et-Vilaine : Le Pertre, et en Mayenne à Beaulieu-sur-Oudon[6].

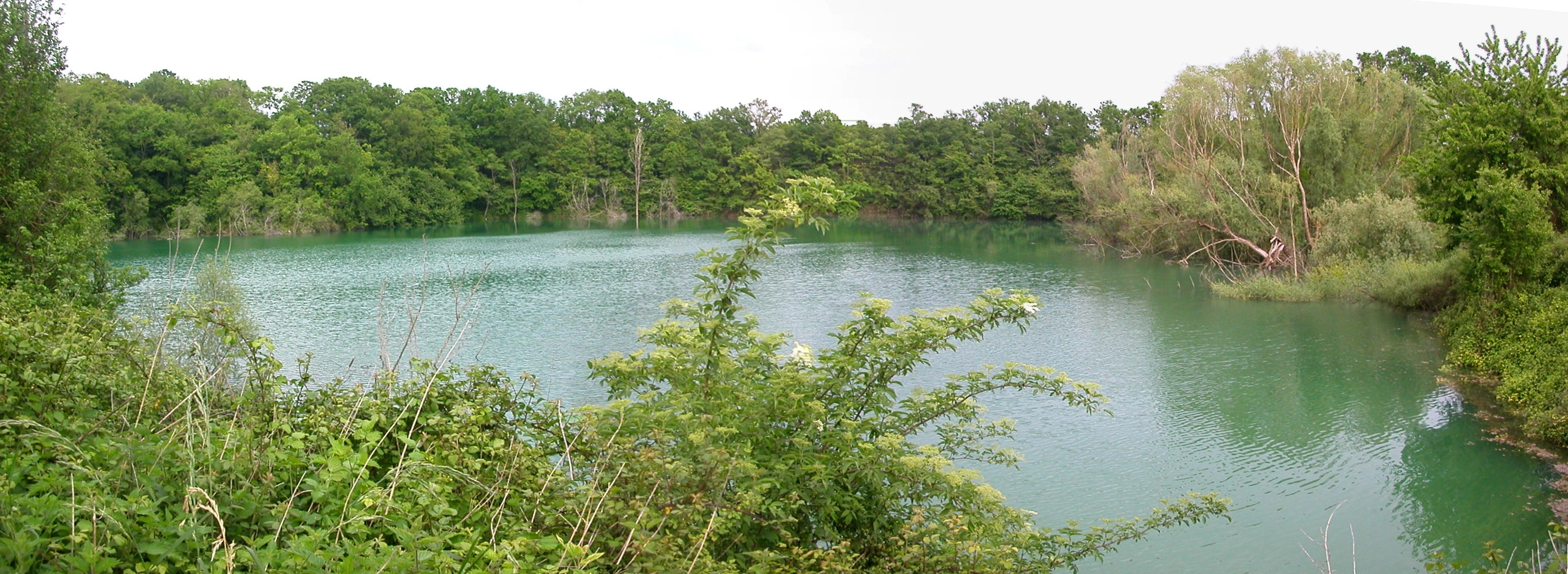
L’étang de Lormandière.

Les affleurements aujourd'hui sont rares, la plupart des carrières sont maintenant oblitérées car comblées ou remplies d'eau, l'affleurement est presque toujours caché par la culture ou par les dépôts quaternaires, ou par l'urbanisme.
Les profondeurs d'extraction sont, depuis la fin du XXe siècle, limitées par l'obligation de respecter la capacité de stockage de l'eau en profondeur (nappe phréatique des faluns).

## Description
Les faluns bretons, bien que réduits à peu d'affleurement sont remarquables par la richesse marine de leur faune. Leur cachet marin, plus franc que les faluns contemporains d'Anjou et de Touraine, s'exprime notamment par la présence d'espèces d'échinodermes originales, et par des faciès peu différenciés. 
La rareté de la faune terrestre marque des milieux de dépôts marins éloignés ou protégés des influences continentales. On pense plutôt à un archipel d'îles ou d'îlots qui, dans ce détroit, ont pu protéger les zones les plus centrales des apports continentaux au sein de la mer des Faluns.

## Paléoenvironnement

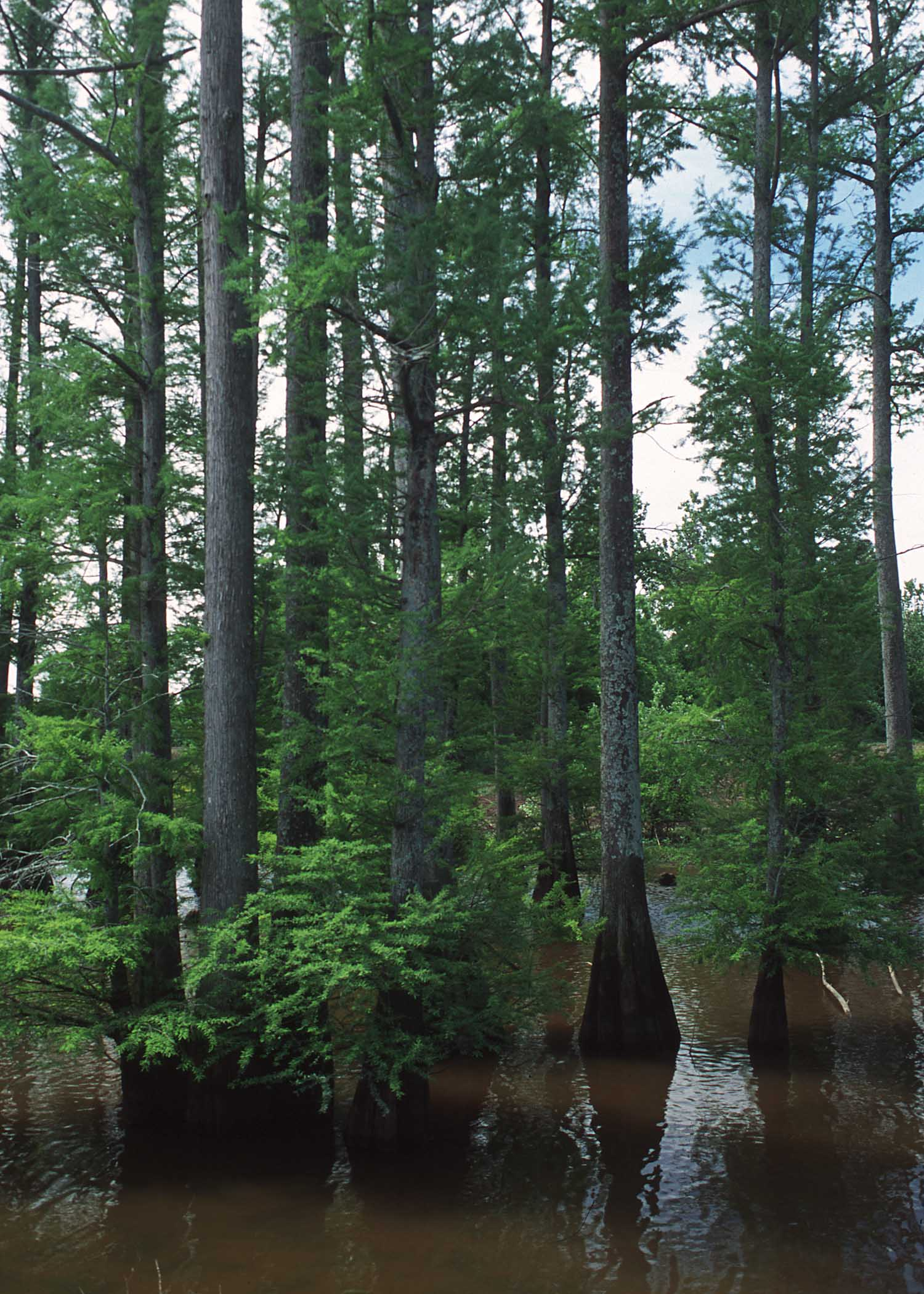
Cyprès chauve

De nombreux invertébrés indiquent un climat tempéré chaud à subtropical. D'une part, la forte épaisseur des coquilles de certains mollusques, telles les grandes huîtres Crassostrea gryphoides et les peignes géants Gigantopecten albina est généralement favorisée par des hautes températures. D'autre part, divers taxons de gastéropodes (Cassis, Conus, Cypraea), ou d'échinidides (clypéastéroïdes et cassiduloïdes de grandes tailles) des faluns de Bretagne sont aujourd'hui typiques de régions méditerranéennes, indo-pacifiques ou caraïbes. De plus, les bryozoaires, à la fois très abondants et très diversifiés dans les faluns, constituent une association d'espèces d'eau relativement chaude. La paléotempérature de l'eau de mer estimée est de 20 degrés avec une marge de +/- 2 degrés. Le caractère tempéré chaud à subtropical des faluns a été confirmé par des analyses géochimiques de certains fossiles.
Les dépôts de sédiments se sont établis sous l'action de forts courants. L'usure et la fragmentation des coquilles et des grains de quartz en témoignent. De plus, la morphologie plate de certains échinides (Amphiope et scutelles) ou les formes en boules ou à rameaux trapus de Bryozoaires sont typiques d'un milieu de sédimentation importante soumis à un fort hydrodynamisme. Cette sédimentation présente parfois sur les fronts de taille des falunières (par exemple dans la carrière du Perchais) des stratifications obliques qui attestent d'une agitation du milieu et de dunes sous-marines dues à des courants marins. Ces stratifications obliques sont souvent d'orientations variées, ce qui marque des changements de direction des courants.
Le bras de mer breton, parsemé d'îles et d'îlots rocheux, qui prolongeait la mer des Faluns, vers le nord, était vraisemblablement parcouru d'eau variant de quelques mètres à plusieurs dizaines de mètres.
Les fonds sableux de ce détroit étaient le territoire des faunes benthiques avec pour l'essentiel des algues rouges calcaires (rhodolites, maërl), et divers groupes d'invertébrés : brachiopodes, bivalves, bryozoaires, et échinodermes.
Plusieurs espèces de vertébrés sont indicatrices d'un environnement marin de type subtropical à tempéré chaud comme certains requins et téléostéens à affinités tropicales, ou comme les mammifères marins (siréniens et cétacés), ainsi que la faune terrestre à grands mammifères, crocodiliens et tortues proches des faunes africaines.
Dans les lagons ou les estuaires bordiers de la mer des Faluns vivaient les mammifères marins, cétacés et siréniens. Les requins fréquentaient également le bras de mer reliant la Manche au golfe étendu sur l'Anjou et la Touraine, se nourrissant de poissons et de siréniens.
L'environnement terrestre bordant le bras de mer des faluns bretons est plus difficile à cerner du fait du manque de restes d'animaux ou de végétaux. Néanmoins, ce milieu devait présenter de nombreux ilots forestier de type savane, une végétation clairsemée de Taxiodacées, de conifères et de quelques palmiers suffisamment propices aux  proboscidiens ou aux artiodactyles et périssodactyles. Enfin dans les zones les plus margino-littorales (marécages, estuaires) se déplaçaient les crocodiliens et les tortues. Des fragments de bois silicifiés du genre Taxodioxylon, trouvés à Chartres-de-Bretagne indique la présence d'arbres de type cyprès chauve.

## Fossiles et Histoire

### Pouvoirs médicaux

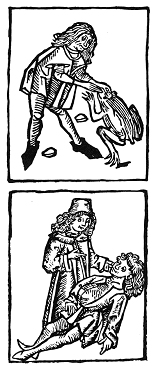
Extraction et utilisation d'une crapaudine.

Les fossiles des faluns ont de très loin attiré l'attention des hommes dès l'Antiquité, ou sont réputés pour leur pouvoir médicinal. Le falun de Saint-Grégoire est ainsi selon Germain Baudre cité dans le Petit traité de l'antiquité et singularités de Bretagne Armorique de Roch Le Baillif dès le XVIe siècle.
Le Baillif parle de la « pierre Istricus », de la « crapaudine », de la pierre ponce, et de la « Langue de Serpent (Telum Jovis) » les suivantes : la « pierre Astacus », la « Serpe de Saturne », et la « Dent armorique ». Il déclare dans son traité : « Ces trois dernières avec le Telum Jovis se trouvent en bonne quantité à une lieüe près ceste ville de Rennes sur un lieu appartenant au sieur de la Mouneraye Riant, lequel m'en apporta bonne quantité. ».
Pour Germain Baudre, ce que Le Baillif prenait pour des pierres, n'était autre chose que des fossiles trouvés dans les faluns de Saint-Grégoire. Il reste plus réservé sur la Langue de Serpent.

### Études paléontologiques
C'est à partir de la fin du XIXe siècle que les dépôts du Miocène moyen ont fait l'objet des premières études paléontologiques. Les fossiles qui suscitaient le plus grand intérêt étaient déjà, comme les faluns d'Anjou et de Touraine, les Bryozoaires, les Pectinidés, les Échinides et les restes de Vertébrés.
Au début du XXe siècle, des monographies paléontologiques ont été ensuite réalisées en réunissant bien souvent les faunes des faluns bretons à celles d'Anjou et de Touraine.

## Invertébrés

### Algues calcaires
Parfois confondues avec des colonies de bryozoaires massives, les rhodolites résultant des algues calcaires lithotamniées sont très abondantes et de tailles variées. Présentes sous forme de concrétions mamelonnées et encroûtantes (feuilletées en cassure), tels le maërl des côtes bretonnes, elles possèdent généralement une teinte blanche plus accusée que celle du falun environnant. Leur accumulation a produit au sein des faluns bretons un faciès particulier, graveleux (graviers de rhodolites)), et induré, assimilé dans le langage courant local à une formation récifale et localisé à Saint-André-des-Eaux, avec pour nom le Récif du Besso.

### Annélides
Quelques annélides sont également présents sous forme de coquilles tubulaires de serpules entortillées en spirale irrégulières ou en pelotes et formant des amas d'un à quelques centimètres. De petites spirales très régulières, infra-centimétriques, sont également visibles en creux sur des moules internes de bivalves, comme Spirorbis spirorbis.

### Brachiopodes
Il n'y a que très peu de grands  brachiopodes articulés dans les faluns miocènes de Bretagne. Les rares térébratules connues en collection historiques proviennent du bassin de Chartres-de-Bretagne ou de Saint-Juvat. Par contre, les petits brachiopodes inarticulés sont très abondants. La forme la plus commune est Thecidea acuminata. Elle est associée à des Crania proches de Crania bouryi. La diversité comme moins importantes que celle déterminée par de Morgan en 1915, pour les faluns de Touraine. On y trouve aussi Terebratula perforata dans les faluns de Saint-Juvat.

### Bryozoaires

#### Historique
Des bryozoaires (Ectoprocta) Cheilostomatida ont été originellement rapportés aux genres Celleporidae et Retepora par Gaston-Casimir Vasseur en 1831. Ultérieurement, Canu et Lecointre (1925-1930, 1933-1934), puis Émile Buge ont largement amendé cette liste.

#### Description
Les bryozoaires constituent l'essentiel de la biomasse des faluns de Bretagne, avec plus de vingt espèces dont les plus petites encroûtent bien souvent les fossiles des autres organismes et rendent leur dégagement délicat. Il y a aussi des formes branchues ou digitées, des formes massives en boule et des formes lamellaires. Les dépôts helvétiens bretons sont des faluns à bryozoaires et peu d'autres faciès y sont clairement représentés.
Quelques niveaux de lumachelles à moules internes de mollusques sont visibles çà et là, ainsi que des lentilles finement sableuses. Les « planchers » de carrières, aujourd'hui masqués par les remblais et la végétation étaient autrefois des conglomérats riches en galets et ossements.
Les bryozoaires lamellaires les plus spectaculaires sont de grands feuillets pluricentimétriques à décimétriques de Hippadenella deshayesi, et des lames plus petites de Calpensia andegavensis, ou Smittina cervicornis.
Parmi les formes plus massives, on distingue les patatoïdes à surface uniforme : Ceriopora tumulifera, et les Meandropora cerebriformis à structure méandriforme plus complexe. S'y ajoutent également les très abondantes formes subcylindriques épaisses, simples ou à digitations multiples de Cellepora palmata.
Les bryozoaires branches aux formes graciles sont abondants avec pour l'essentiel des portions de colonies de Hornera frondiculata, Hornera radians, Hornera reteporacea, Cellaria sinuosa et Entalophora proboscidea.
Les formes encroûtantes sont particulièrement bien préservées sur les coquilles de peignes et d'huîtres et sur les tests d'oursins scutelles et spatangues. Les deux espèces communes sont Verminaria oblonga et Umbonula megastoma. On y trouve aussi des formes comparables à Onychocella et Woodipora, comme Woodipora holostoma. On y trouve aussi des formes multidigitées comme Coscinoecia radiata.
Quelques bryozoaires ne sont connus que par des contre-empreintes en creux dans les faluns très indurés, comme les petites colonies coniques de Discoporella umbellata.

### Coraux
Hormis les fréquentes formes parasites Culicia parasita qui criblent de trous les bryozoaires massifs de type Cellepora palmata, les coraux sont rares dans les faluns miocènes bretons. Sont ainsi connus quelques calices subcentimétriques de Balanophyllia, généralement préservés au sein des bryozoaires qui les ont encroûtés (ex : Ceriopora).

### Crustacés
Les crustacés sont relativement fréquents mais peu diversifiés. Les plus fréquents sont les cirripèdes de type balane, avec pour l'essentiel les grands Balanus tintinnabulum, souvent préservés avec leur coloration réticulée rose ou violacée. Les décapodes sont présents, mais se limitent à des extrémités de pinces, généralement la partie mobile (dactyle). Certains fragments ont été rattachés à Scylla michelini. On peut aussi également noter que Yves Milon avait décrit en 1937 des galeries creusées par des crabes dans les faluns du Quiou.

### Échinodermes
Les échinodermes sont particulièrement abondants dans les faluns miocènes de Bretagne, avec surtout de très nombreux restes d'échinides, mais aussi, même s'ils sont peu visibles car très petits, une multitude de pièces squelettiques de crinoïdes comatulidés. Les faluns de Bretagne présentent la particularité de contenir des calices de crinoïdes non pédonculés : des comatules.

#### Historique
Les échinides ont été étudiés par plusieurs auteurs et présentent plusieurs originalités.

#### Oursins irréguliers
Les échinides les plus visibles, les plus abondants et diversifiés sont les oursins irréguliers, souvent de grande taille (5 à 12 cm), et complets ou subcomplets.
Ils comptent 6 espèces, mais les 2 plus fréquentes sont :
- la scutelle Parascutella faujasi,
- le spatangue Spatangus britannus.

##### Scutelles
Les scutelles constituent les oursins fossiles les plus recherchés des faluns de Bretagne, d'autant plus que de la fin du XIXe siècle jusque dans les années 1980, il était possible de les observer par bancs entiers, montrant l'accumulation de dizaines, voire de centaines de spécimens. Ses plus beaux affleurements se situaient dans les carrières du Rouget et de la Perchais. Ce Banc à scutelles très réputé auprès des prospecteurs amateurs, n'est documenté aujourd'hui que par quelques échantillons spectaculaires.
Il est difficile de dire si l'on peut différencier plusieurs espèces ou sous-espèces de scutelle, et la forme la plus évidente est Parascutella faujasi. Compte tenu de l'abondance des scutelles, on a aussi trouvé à plusieurs reprises des scutelles présentant des individus anormaux, dit tératologiques, qui présentaient l'anomalie très singulière de ne posséder que 4 pétales ambulacraires.

##### Spatangues
Au sein des spatangues se retrouvent assez fréquemment Spatangus britannus plutôt petits, et une variété de plus grande taille Spatangus ornatus.
Les échnides spatangoïdes sont représentés par trois formes rarissimes : Echinocardium, Brissus humberti, connus seulement chacun par un unique spécimen incomplet. Le genre Brissopsis n'a jamais été retrouvé in situ.

#### Oursins réguliers
Les oursins réguliers sont presque aussi diversifiés que les irréguliers, et couvrent une gamme de taille très large, depuis de petits spécimens centimétriques jusqu'à une espèce au diamètre proche des 20 cm.
Parmi eux :
- la forme la plus fréquente est Cyathocidaris avenionensis dont on trouve en grande quantité des radioles cylindriques et granuleux, se terminant parfois en corolles, qui parsèment les faluns. On peut aussi trouver plus rarement des fragments de test, souvent très roulés, alors qu'ils sont moins fréquents ou absents. Ils possèdent des plaques centimétriques isolées ou associées par paires, mais aucun spécimen complet n'a été observé.
- Arbacina monilis est d'abondance variable en fonction des sites : peu fréquent dans le Calcaire du Quiou, abondant dans le falun de Saint-Grégoire. Il s'agit d'un taxon centimétrique de forme hémisphérique, orné d'une fine et dense tuberculation ;
- quelques petits Psammechinus, de même taille que les Arbacina monilis, mais à tuberculation plus robuste et moins abondante ;
- les plus rares et les plus originaux sont les Psammechinus dubius et Tripneustes parkinsoni, oursins géants mesurant plus de 13 cm de diamètre. La forme la plus spectaculaire et aussi la plus rare est le géant Tripneustes gahardensis connu par un unique spécimen complet et quelques fragments de test[19].

#### Crinoïdes
Les crinoïdes des faluns se limitent à un unique taxon Antedon rhodanicus, mais dont les éléments squelettiques, de l'ordre millimétrique passent généralement inaperçus bien que très abondants. Un faciès pourrait être assimilé à un calcaire à micro-entreoques. Il est possible aussi de repérer des éléments de plus grande taille, variant de 5 à 7 mm que constituent les calices.

#### Astérides
Les astérides constituent le dernier groupe d'échinoderme présent dans les faluns. Toutefois, il y est très rare et se limite à des ossicules millimétriques et très roulés, pouvant provenir d'astropectinidés.

#### Oursins plus rares
Les formes les plus rares, et les plus discrètes sont les Cassiduloïdes, et les Clypeastéroides (autres que les scutelles).
Il y a : 
- les cassiduloïdes Pliolampas elegantulus, et Echinolampas dinanensis
- les clypéastéroides Echinocyamus lebescontei[20], et Amphiope bioculata[21], qui sont difficiles à observer.

Les Echinolampas sont rarissimes dans le Calcaire du Quiou, mais plus fréquents le falun de Saint-Grégoire. L’Echinanthus aremoricus n'a pas été retrouvé dans les récoltes des dernières décennies.

### Mollusques

#### Description

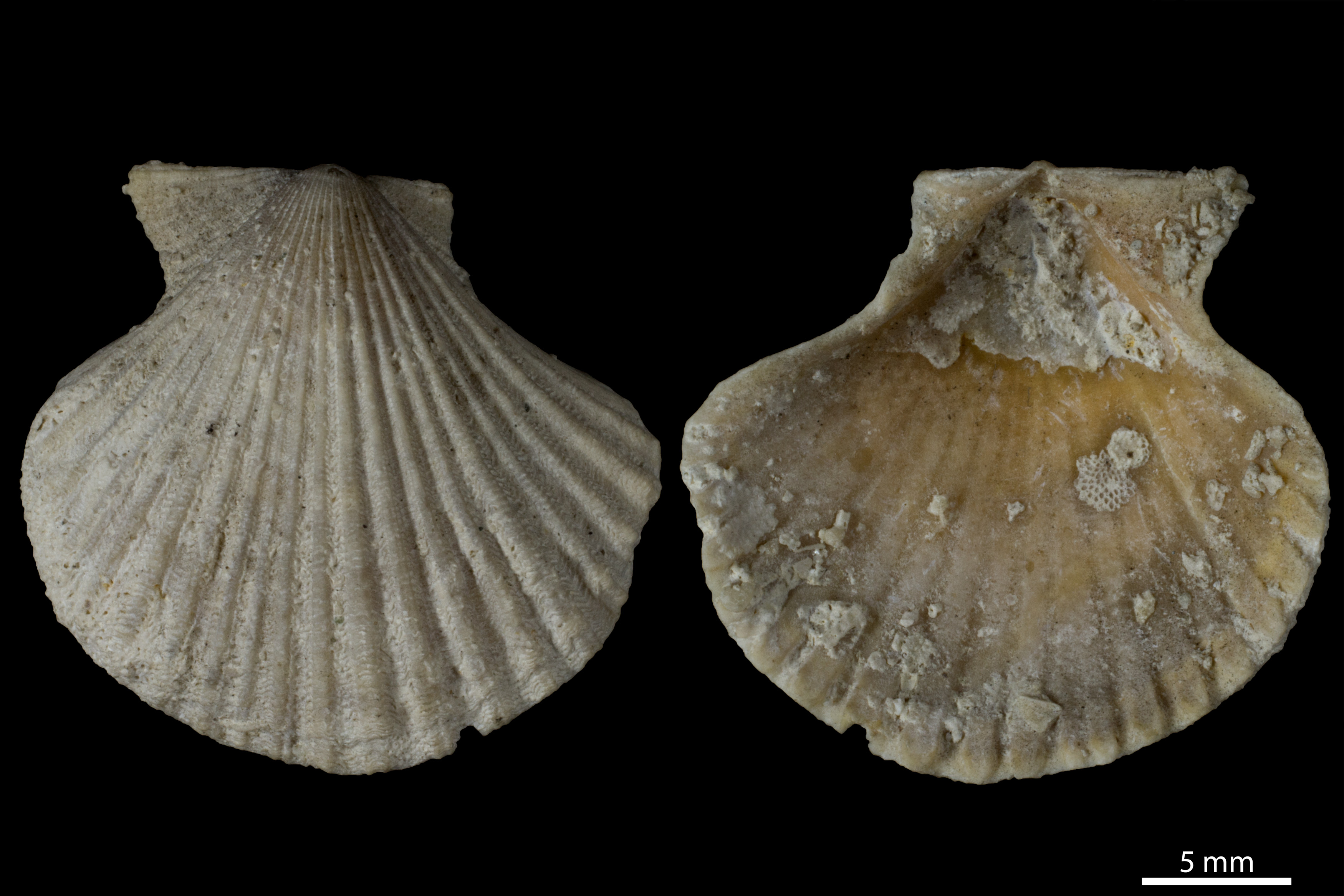
Chlamys gregoriensis

Les mollusques sont localement abondants dans certains faciès des faluns bretons, constituant de véritables lumachelles. On y trouve des accumulations d'arches, notamment Anadara diluvii et Barbatia barbata, de Cardiadés de type Trachycardium, de Tellinidés de type Arcopagia, d'Astardidés, de Lucinidés de type Dosinia, ou de Corbulidés. Mais la plupart des fossiles de gastéropodes passent relativement inaperçus car ils sont généralement préservés à l'état de moules internes fragiles ou de contre-empreintes en creux comme de nombreux bivalves. Ponctuellement des moules internes de grandes tailles, rarement complets car fragmentés à leur périphérie, témoignent de formes telles que des Glycimeridés, des Solenocurtus, ou des Matricidés de type Lutraria ou Mactra, ou encore des Vénéridés de type Chione.
Les Pectinidae des faluns bretons ont été inventoriés par Charles Armand Picquenard en 1922. Ils correspondent à des espèces connues dans les autres faluns de l'Ouest de la France mais présentant une diversité moindre.
Les huîtres sont les seuls autres mollusques à être fossilisés dans les faluns bretons avec leur coquille. C'est là une différence majeure avec les faluns redoniens de la même région et certains faluns helvétiens d'Anjou et de Touraine. Seuls les huîtres ou les peignes (ex: Chlamys, Pecten) et plus rarement les Lima sont préservés avec leurs coquilles, mais à la différence des faluns d'Anjou et de Touraine, les faluns de Bretagne ne contiennent pour l'essentiel que des espèces de petite taille, moins abondantes ou moins visibles que les échinodermes, et souvent fragmentées.
La fragmentation est particulièrement importantes pour les Pectinidés de taille moyenne et grande (plus de 4 cm), dont on ne trouve souvent que des portions de valves munies de quelques côtes et roulées et encroûtées.

#### Représentation
Les moules internes et empreintes de bivalves sont particulièrement abondants dans certains niveaux lumachelliques où ils constituent selon les niveaux des empilements quasi-monospécifiques d'arches ou de mactres ou bien des accumulations d'empreintes très diversifiées. On y trouve entre autres des Glycymeris ou des formes apparentés, des arches : Anadara, Barbatia, des Carditidaes (comme Pteromeris) en moules internes ou en empreintes en creux à des côtes radiales, des Lutraires (ex : Lutraria oblonga) et des Mactres, des Astartidés, des Tellinidés ou des Vénéridés à costulation concentrique. Sont également connus des Modiolidés et parmi les plus petits moules de bivalves des Corbulidés et Nuculidés tels Pteromeris nuculina.

#### Peignes
Les petits peignes fréquemment préservés entiers sont Aequipecten radians, Talochlamys multistriata, et Pecten subarcuatus.
Les grands peignes trouvés à l'état de fragments sont Manupecten fasciculatus, Chlamys puymoriae, Gigantopecten ligerianus, et des Flabellipecten indéterminées. Il y a aussi des valves irrégulières de sondyles, à fines côtes rayonnantes de type Hinnites crispus, et d'autres formes indéterminées.

#### Coquilles irrégulières
De plus petites coquilles très irrégulières, fripées, épineuses ou écailleuses, caractérisent le genre Chama avec surtout  Chama gryphoides qui abonde tant avec des moules internes d'aspect crochu, qu'avec des empreintes en creux.

#### Huîtres
Les huîtres appartiennent majoritairement à Crassostrea gryphoides, pour les formes de grande taille courbée et irrégulières, et à Ostrea edulis, variété boblayei pour des coquilles subcirculaires à costulations radiales périphériques, à Crassostrea virginica et Lima tegulata, de taille moyenne, et à Saccostrea sacellus pour les plus petites coquilles. Il faut noter toutefois que même si Lima tegulata et Saccostrea sacellus ont été mentionnées dans les faluns bretons par Gustave Vasseur et Fernand Kerforne, elles demeurent rares sur le terrain. Quelques petites huîtres indéterminées, costulées, sont trouvées fixées sur d'autres fossiles ou en portent la trace de fixation.

#### Anomia
À ne pas confondre avec les huîtres, les coquilles d’Anomia ephippium sont également abondantes, possédant le même aspect irrégulier et feuilleté que les coquilles d'huîtres, mais avec un bombement plus marqué, un contour subcirculaire et la préservation d'un éclat nacré.

#### Gastéropodes
Les gastéropodes sont les fossiles des mollusques les plus rares dans les faluns miocènes de Bretagne. Seuls les moules internes de Conus mercati et de Calyptreidés sont relativement fréquents. S'y ajoutent des moules internes d'Ancillaria, Cassis, Cypraea, Fusus, Vermetus et autres Harpidés, Turritellidés, Nassaridés, Nactidés et Fasciolariidés. En contre-empreintes en creux dans les faluns les plus indurés, on peut également observer Trivia dimidiatoaffinis assez abondamment, Diodora ainsi que des formes indéterminées de Trochidés, Turbinidés et Volutidés.

## Vertébrés
Les travaux sur les vertébrés des faluns miocènes de Bretagne ont été initiés à la fin du XIXe siècle par Marie Rouault (1858), et Henri Émile Sauvage (1880). Ils ont été ensuite repris et complétés par Maurice Leriche en 1906. Les restes de "poissons" ont été principalement décrits par Maurice Leriche (et Jeanne Signeux) (1957), dans des travaux ciblés sur les poissons. La faune de poissons comprend de nombreuses espèces de Sélaciens et de poissons osseux, très similaires à ceux des faluns d'Anjou et de Touraine. On trouve des dents et quelques éléments osseux. Cette faune trouve sa correspondance avec celle qui peuple les océans tropicaux ou subtropicaux aujourd'hui.
Plus tard, Y. Plusquellec & P. Racheboeuf (1999), traite en détail le cas particulier les mammifères marins, reprenant en partie les travaux de Léonard Ginsburg et P. Janvier (1975). Quelques études ponctuelles s'y sont ajoutées, telle la découverte du genre Acanthurus, relaté par D. Pouit en 1986. C'est au XXIe siècle, qu'un inventaire exhaustif des dents fossiles des faluns bretons est réalisé par Didier Senan en 2009, via une étude limitée au secteur de Tréfumel et du Quiou. Une nouvelle synthèse des vertébrés est réalisée par Julien Royer en 2012.

### Cétacés
Le squelette des Cétacés est d'une extrême fragilité. Toutefois, certaines parties plus résistantes se rencontrent fréquemment dans les faluns : ce sont généralement des dents, mais aussi les cétholites . Ces éléments sont constitués par une substance voisine de la dentine et se conservent bien dans les sédiments. L'identification des dents isolées d'odontocètes est extrêmement difficile.
On retrouve donc des vertèbres de Cétacés de la famille des Balaenopteridae, des Delphinidae, et des Cetacea. On retrouve aussi des rochers d’Eurhinodelphis, et des dents de Squalodon, d’Odontoceti, de Phocidae et de Kentriodontidae.

### Mammifères marins

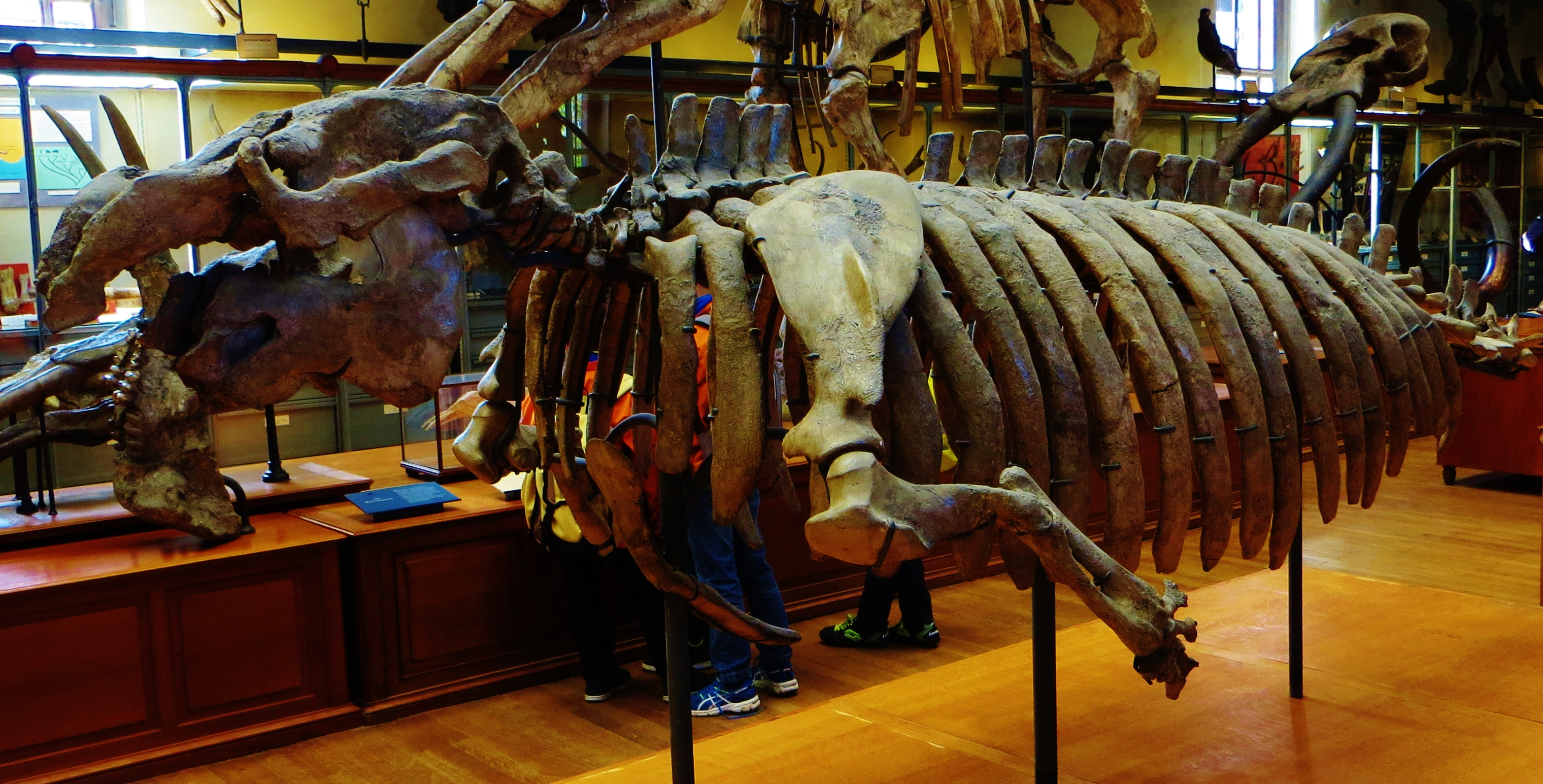
Metaxytherium medium

Ils sont représentés par des nombreux restes de Siréniens ou « Vache marine » (Sirenia, un ordre de Mammifères marins herbivores phylogénétiquement proches des Proboscidiens, des Hyracoïdes, des Embrithopodes et des Desmostyliens, mais ressemblant à certains Cétacés : ils sont aujourd'hui représentés par les lamantins et les dugongs. On trouve les restes de Siréniens, très abondants qui appartiennent à une unique espèce :
- Metaxytherium medium.

### Poissons marins
Ces vertébrés sont représentés par des Chondrichthyes (requins, batoïdes et autres raies, chimères), et des Osteichthyes (poissons osseux).

#### Chimères
Elles constituent actuellement un petit groupe d'holocéphales d'une trentaine d'espèces présentant de nombreux caractères biologiques et morphologiques qui tiennent à la fois des poissons osseux et des poissons cartilagineux. Cet ensemble d'animaux appartient à la même classe que les requins et les raies : la classe des Chondrichthyes.
L'espèce traditionnellement citée est :
- Edaphodon

#### Requins
Les requins sont essentiellement connus par de nombreuses dents, dont la hauteur dépasse rarement 4 cm.

#### Poissons osseux
Les poissons osseux sont uniquement représentés par des Actinoptérygiens. Il s'agit de Perciformes Labridae (labres, vieilles, vras… principalement carnivores et broyeurs) et Sparidae (Brème de mer, pagres, daurades).

##### Teleostei
Les Téléostéens correspondent aux poissons osseux chez qui le squelette interne est bien ossifié. Ils rassemblent la quasi-totalité des poissons actuels (près de 99%), et près de la moitié des espèces de vertébrés avec plus de 20 000 espèces. Malgré leur squelette osseux et leur grande diversité dans les faluns bretons, on ne retrouve que des dents, ainsi que quelques vertèbres ou épines. Les Téléostéens présentent des dents d'une incroyable variété morphologique.
On y trouve : Trigonodon jugleri, Calotomus, Tetraodon lecointrae, Diodon, Labrodon pavimentatum, Diplodus jomnitanus, Diplodus jomnitanus, Pagrus cinctus, Acanthurus, Albula, Cyprinus, Pimelodus, Lophius, Sphyraena olisiponensis.

##### Holostei
Les holostéens présentent des caractères entre les Téléostéens et les Chondrichthyens. En effet, leur squelette est majoritairement constitué de cartilage, contrairement à l'ensemble des autres Ostéichthyens. Ils constituent aujourd'hui un groupe mineur de poisson osseux. La découverte d'une dent d'holostéen (Pycnodus) dans les faluns du Quiou, probablement remaniée de couches plus anciennes datant de la fin du crétacé.

### Mammifères terrestres
Les Mammifères terrestres, si abondants en Touraine, sont absents du Calcaire du Quiou, et se limitaient jadis, au Falun de Chartres-de-Bretagne, aujourd'hui inaccessible.
Il est principalement représenté par des dents de Proboscidiens. Aux Deinotheriidae, il peut être rapporté la présence de Prodeinotherium bavaricum. Aux Gomphotheriidae, il peut être rapporté la présence de Gomphotherium angustidens. Il est rapporté aussi la présence d’Hipparion primigenium.

### Reptiles
Les restes de reptiles sont plutôt rares dans les faluns bretons. Ils correspondent exclusivement à des crocodiliens et à des chéloniens (tortues). Ils se limitent à quelques dents, os ou plaques osseuses. Ces reptiles vivaient en eaux saumâtres.
- Crocodilien : Diplocynodon
- Chéloniens : Trionyx, Ptychogaster.

## Sources
- Roch du Baillif, Petit traité de l'antiquité et singularités de Bretagne Armorique. En laquelle se trouve bains curons la Lepre, Podagre, Hydropisie, Paralisie, Ulcères et autres maladies..., 1577. Ce traité fait partie du Démostérion mais se trouve séparé du reste par un titre particulier celui ci-dessus) qui occupe la page 161.  La dernière ligne du volume porte : Fin du labeur demosteric du sieur de la Rivière, médicin.
- Antoine Joseph Dezallier d'Argenville, ''L'histoire naturelle éclaircie dans deux de ses parties principales, la lithologie et la conchyliologie, dont l'une traite des pierres et l'autre des coquillages..., 1742 ; Enumerationis fossilium, quae in omnibus Galliae provinciis reperiuntur, tentamina, 1751 ; L'histoire naturelle eclaircie dans une de ses parties principales, 1755, p. 407. ; Essai sur l'histoire naturelle des fossiles qui se trouvent dans toutes les provinces de France
- Pitre Pierre-Louis Athénas, Annales de la Société académique de Nantes, 1813, p. 74.
- Jules Desnoyers, Observations sur un ensemble de dépôts marins plus récents que les terrains tertiaires du bassin de la Seine, et constituant une formation géologique distincte, Annales des Sciences naturelles. Février 1828.
- Jules Desnoyers, Notice sur les terrains tertiaires du Nord-Ouest de la France, autres que la formation des faluns de la Loire, Bulletin de la Société géologique de France. 1re série, t. II, p. 414. 4 juin 1832.
- Description géologique du département d'Ille-et-Vilaine, Annales des Mines, 1835, série 3, volume 8. .
- Jean-Baptiste Payer, Études géologiques et botaniques sur les terrains tertiaires des environs de Rennes, 1841.
- Édouard Placide Duchassaing de Fontbressin, Considérations générales sur les faluns, description des terrains tertiaires de la Bretagne et des principaux fossiles qui s'y trouvent (impr. de Lacour et Maistrasse, Paris), Thèse de 1843, p. 14).
- Marie Rouault, Note sur les Vertébrés fossiles des terrains sédimentaires de l'ouest de la France, Comptes rendus, Académie des sciences, 1858, p. 100.
- Jacques-Raoul Tournouër, Sur les lambeaux de terrain tertiaire des environs de Rennes et de Dinan, en Bretagne, et particulièrement sur la présence de l’étage des sables de Fontainebleau aux environs de Rennes, Raoul Tournouër, imprimerie de E. Blot, 1868,  [présentation en ligne]
- Paul Lebesconte, Note sur les fossiles dans les faluns de la Bretagne, 1870, Bulletin de la Société Géologique de France, 2° série, t. XXVII, p. 702 (27 juin 1870).
- Jacques-Raoul Tournouër, Sur quelques coquilles oligocènes des environs de Rennes, 1872, Bulletin de la Société Géologique de France, 2° série, t. XXIX, p. 481 (3 juin 1872).
- Henri Émile Sauvage, Note sur le genre Nummoplatus et sur les espèces de ce genre trouvées dans les terrains tertiaires de la France, Bulletin de la Société géologique de France, 3e série, t. III, p. 613, pl. xxn-xxm ; 1875.
- Henri Émile Sauvage, Étude sur les poissons des faluns de Bretagne, Mémoires de la Société des sciences naturelles de Saône-et-Loire, 1880. p. 37.
- Gaston-Casimir Vasseur, Terrains tertiaires de la France occidentale (Thèse), 1880.
- Jacques-Raoul Tournouër, Étude sur les fossiles de l'étage tongrien des environs de Rennes, Bulletin de la Société Géologique de France, 2e série, t. XXV, p. 367 et 389.
- Paul Lebesconte, Bulletin de la Société Géologique de France, 3e série, t. VII, p. 451.
- Yves Bazin de Jessey, Sur les Echnides du Miocène moyen de la Bretagne, Bulletin de la Société Géologique de France, 3e série, t. XII, p. 34-45, pl. 1-3., 1883
- Paul Lebesconte, Bulletin de la Société scientifique et médicale de l'Ouest , 1892, p. 280.
- Jean Seunes, Compte rendu d'une Excursion géologique entre Rennes et Saint-Grégoire, Bulletin de la Société scientifique et médicale de l'Ouest, 1893, p. 93-94.
- Jean Seunes,  Note sur quelques Echinides des Faluns miocènes de la Bretagne, Bulletin de la Société scientifique et médicale de l'Ouest, 1896, p. 87.
- Fernand Kerforne, Un cas de tératologie dans une Scutella faujasii. Bulletin de la Société scientifique et médicale de l'Ouest, séance du 5 février 1897, p. 24-28.
- Gustave-Frédéric Dollfus, Philippe Dautzenberg, Conchyliologie du Miocène moyen du Bassin de la Loire. Première partie : Description des gisements. Mémoire de la Société Géologique de France, t. X, no 27, fasc. 2-3. 1902.
- Maurice Leriche, 1906. Notes préliminaires sur les poissons des faluns néogènes de la Bretagne, de l'Anjou et de la Touraine. Annales de la Scoiété de Géologie du Nord, 35 : 290-321.
- Fernand Kerforne, Sur un échantillon de Minerai de Cuivre trouvé à Saint-Grégoire (Ille-et-Vilaine). Bulletin de la Société scientifique et médicale de l'Ouest, 1914, p. 92.
- Fernand Kerforne, Excursion à Saint-Grégoire , Bulletin de la Société scientifique et médicale de l'Ouest, 1917, p. 41-42.
- Maurice Cossmann, Monographie illustré des mollusques oligocèniques des environs de Rennes. Journal de Conchyliologie, t. 64, vol. 3, p. 133-199, 1919
- Fernand Kerforne, Excursion de Saint-Grégoire (près Rennes), Étude des Faluns tertiaires, Bulletin de la Société géologique et minéralogique de Bretagne, 1920, p. 195-196.
- Charles Armand Picquenard, Mollusques fossiles inédits ou nouveaux de l'Helvétien des environs de Rennes et de Dinan. Bulletin de la Société géologique et minéralogique de Bretagne, 1921, p. 397.
- Charles Armand Picquenard, Les Pectidinidés du Miocène moyen de Bretagne. Bulletin de la Société géologique et minéralogique de Bretagne, 1922, p. 39.
- Yves Milon, Présence de la glauconie dans les faluns vindoboniens de Bretagne, Bulletin de la Société géologique et minéralogique de Bretagne, 1926, p. 1043.
- Germain Baudre, Les singularités de Bretagne-Armorique. D'après un traité du XVIe siècle., Bulletin de la Société géologique et minéralogique de Bretagne, 1925.
- R. Mazères, Note sur la faune des faluns du Quiou, de Saint-Grégoire et de la Chaussairie, Bulletin de la Société géologique et minéralogique de Bretagne, 1927, p. 20-21.
- Dangeard, Yves Milon, Observations sur le contact du Miocène et de l'Oligocène dans la carrière des Grands-Fours, Bulletin de la Société géologique et minéralogique de Bretagne, 1926.
- Constant Houlbert, 1939. Guide et catalogue du Musée d'Histoire Naturelle de la Ville de Rennes, Oberthür, Rennes.
- Emile Buge, Les bryozoaires du Néogène de l'Ouest de la France et leur signification stratigraphique et paléobiologique, Mémoires du Muséum d'Histoire Naturelle de Paris, Série C; 6, 436 p.
- Maurice Leriche, Jeanne Signeux, Les Poissons des faluns néogènes de l'Ouest de la France (Bretagne et Cotentin, Anjou, Touraine). Mémoires de la Société géologique et minéralogique de Bretagne, II, 1 : 39-44. 1957.
- Suzanne Durand, Le tertiaire de Bretagne : étude stratigraphique, sédimentologique et tectonique, Collection : Mémoires de la Société géologique et minéralogique de Bretagne ; 12, 1960.
- J. Mornand, 1978. Les restes de poissons des faluns de l'Anjou-Touraine, Société des études scientifiques de l'Anjou, 23 p.
- Gobé, J.-F., Mornand J. & Pouit D., 1980. Les restes de reptiles des faluns de l'Anjou-Touraine (et suppléments Poissons). Société d'Études Scientifiques de l'Anjou, 30 + 10 p.
- Jean Plaine, 1985. Le Tertiaire du Pays de Rennes - entre 45 et 2 millions d'années - faune, flore et paysages. Cahiers de Beaulieu, 26 : 31-72.
- Pouit D., 1986. Decouverte du genre Acanthurus (Téléostéen, Perciforme) dans les faluns miocènes de l'Ouest et du Centre de la France, Bulletin de la Socité des Sciences Naturelles de l'Ouest de la France, nouvelle série, tome 8, 1 : 31-35.
- C. Lecuyer, P. Grandjean, F. Paris, M. Robardet, et D. Robineau. 1996. Deciphering "temperature" and "salinity" from biogenic phosphates: the 6180 of coexisting fishes and mammals of the Middle Miocene sea of western France. Palaeogeography, Palaeoclimatology, Palaeoecology 126(1):61-74
- Gotelli N.J. & Colwell R.K., 2001. Quantifying biodiversity : procedures and pitfalles in the measurement and comparison of specieis richness. Ecology letters, 4. 379-391.
- Plusquellec Y. Racheboeuf P. Mammifères marins fossiles du Miocène de Bretagne, Pen ar Bed, 175 : 27-36, 1999.
- Didier Néraudeau, Didier Senan, Jean-Christophe Dudicourt, Les faluns du Miocène moyen de Bretagne in Fossiles, revue française de paléontologie, No 8, 2011, p. 36-38.
- Royer J., Taphonomie des vertébrés des faluns miocènes de Bretagne et d'Anjou-Touraine. Inventaire et comparaison des collections et reconstitutions paléoenvironnementale. Mémoire de Master 2 Archéologie et Histoire. Université de Rennes I, 90 p. 2012.
- Prugneaux V. Étude du site de la Hazardière (Le Quiou, Côtes d'Armor, France)''. Bulletin de la Société géologique et minéralogique de Bretagne, 2014, 3-67.
- Fossiles, revue, no 30, 2017. Les fossiles oligocènes-miocènes des environs de Rennes.
- Fossiles, revue, hors-série IX, 2018. Les faluns du miocène moyen de Bretagne.